# Reserva nacional La Chimba
La reserva nacional La Chimba es una de las 52 reservas naturales comprendidas dentro de las áreas silvestres protegidas de Chile, que se ubica a 15 km al norte de la ciudad de Antofagasta. Se extiende en los faldeos occidentales de la Cordillera de la Costa.
La degradación antrópica del sector motivó a la creación de la reserva nacional por parte del Ministerio de Agricultura, mediante el decreto n.º 71 del 12 de mayo de 1988, el cual fue publicado en el Diario Oficial el 13 de julio del mismo año.
Dentro del área protegida se encuentran las quebradas de La Chimba y Los Cactus, así como se presentan diversos acantilados como muestra de la existencia de la Cordillera de la Costa.
Desde enero de 2014 la reserva se encuentra cerrada para el público general, con el fin de restaurarla y mitigar los daños producidos por los visitantes y por la cercanía al vertedero municipal, próximo a ser trasladado.

## Biología
La Chimba posee alrededor de 90 especies de plantas vasculares, cuyo crecimiento es favorecido por el microclima desértico costero aportado por la camanchaca presente en el sector.
Entre las especies presentes en el área se encuentran el Heliotropium eremogenum y la Gutierrezia espinosae, las cuales además se encuentran en el parque nacional Morro Moreno.
La presencia de aguadas salinas en diversos sectores de la reserva constituyen microclimas para la concentración de fauna, destacando la presencia del caracol de vertiente (Littoridina chimbaensis), especie endémica de la quebrada.

## Acceso
La Chimba está ubicada a 15 km al norte de la ciudad de Antofagasta, a la cual se puede acceder por la ruta 1, a un kilómetro desde el inicio de las autopistas de Antofagasta (kilómetro 11). Su camino ripiado de acceso tiene una longitud de 3 km y se encuentra cercano al vertedero de la ciudad.